# Синицына, Оксана Олеговна
Оксана Олеговна Синицына (род. 10 декабря 1966) — российский учёный-гигиенист, специалист в области гигиены окружающей среды, член-корреспондент РАН (2016).

## Биография
Родилась 10 декабря 1966 года.
В 1990 году — окончила санитарно-гигиенический факультет 1-го Московского медицинского института имени И. М. Сеченова.
С 1993 по настоящее время — работает в НИИ экологии человека и гигиены окружающей среды имени А. Н. Сысина, где прошла путь от аспиранта и младшего научного сотрудника до заведующей лабораторией эколого-гигиенической оценки и прогнозирования токсичности веществ (с 2005 года) и заместителя директора по научной работе (с 2010 года).
В 1994 году — защитила кандидатскую диссертацию.
В 2004 году — защитила докторскую диссертацию, тема: «Научные основы системы регионального нормирования химических веществ в окружающей среде с учётом комплексного действия на организм».
В 2012 году — присвоено учёное звание профессора.
В 2016 году — избрана членом-корреспондентом РАН.

## Научная деятельность
Специалист в области гигиены окружающей среды.
Ведёт комплексные исследования в области гигиены окружающей среды, в том числе в области гигиены воды и санитарной охраны водных объектов, гигиенического нормирования химических веществ в воде с учётом эколого-гигиенических критериев опасности.
Автор более 200 научных работ, среди которых 4 монографии, справочник, 1 патент, публикации за рубежом.
Результаты научных разработок внедрены в практику в виде 19 нормативно-методических документов санитарного законодательства, в том числе 10 СанПиНов и ГН, 8 методических указаний и рекомендаций, 1 руководство.
Под её научным руководством защищены 10 кандидатских диссертаций.

## Награды
- Благодарности Российской академии медицинских наук (2001, 2004)
- Почётная грамота Министерства здравоохранения и социального развития РФ (2007)